# Нур-Селение
Нур-Селе́ние (бур. Нуур Селеэни) (Нурселе́ние) — улус в Иволгинском районе Бурятии. Входит в сельское поселение «Нижнеиволгинское».

## География
Улус расположен в степной, равнинной местности на правобережье нижнего течения реки Иволги́, вдоль северо-западного края полотна федеральной магистрали Р258 Иркутск — Чита. Магистраль является границей между Нурселением и селом Сужа, расположенным по юго-восточной стороне трассы. У южной окраины улуса располагается автомобильная развязка, где магистраль Р258 поворачивает на юг, а на запад начинается Кяхтинский тракт, связывающий центр Бурятии с юго-западными районами и Монголией.
Вблизи улуса находятся пригороды Улан-Удэ: в 900 метрах к северо-востоку по магистрали Р258 начинается Исток, севернее за рекой Иволгой в 1 км начинается Сокол, за ним, в 3,5 км от Нурселения (по прямой) — международный аэропорт города Улан-Удэ «Байкал». Расстояние до центра Улан-Удэ — 14 км.
На западе в связи с интенсивным строительством частных домов с приусадебными участками улус почти смыкается с центром сельского поселения селом Нижняя Иволга.

## Население
| 2002 | 2010  | 2021  |
| ---- | ----- | ----- |
| 901  | ↗1871 | ↗3256 |

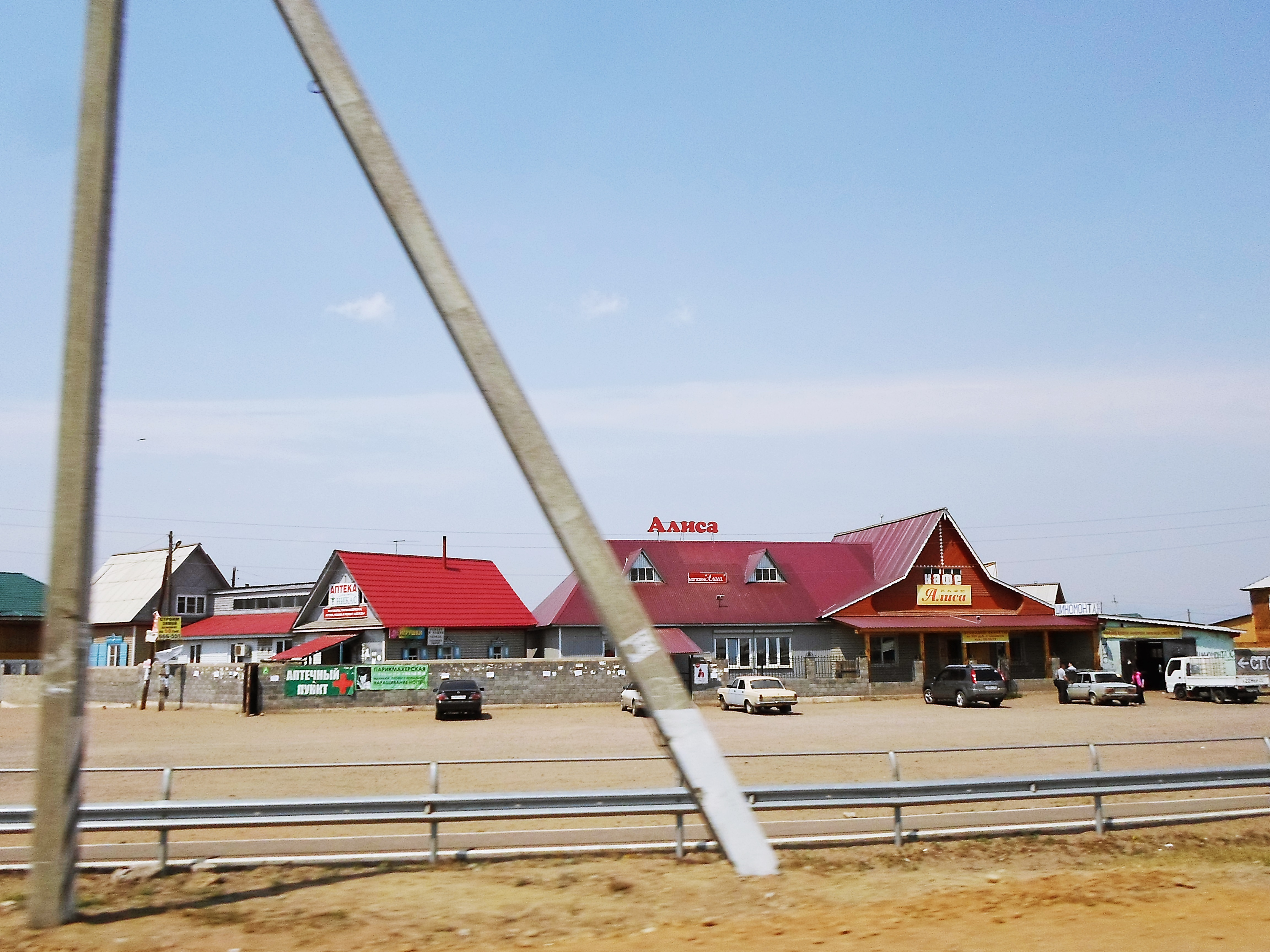
Один из торговых комплексов

Население улуса имеет тенденцию к постоянному росту из-за притока жителей со всех районов Бурятии. Идёт интенсивное строительство частных домов — за последнее десятилетие площадь селения увеличилась вдвое.

## Экономика
Значительная часть населения трудоустроена в Улан-Удэ. По федеральной магистрали расположены кафе, магазины, пункты автосервиса. Действуют сельхозкооперативы.

## Достопримечательности

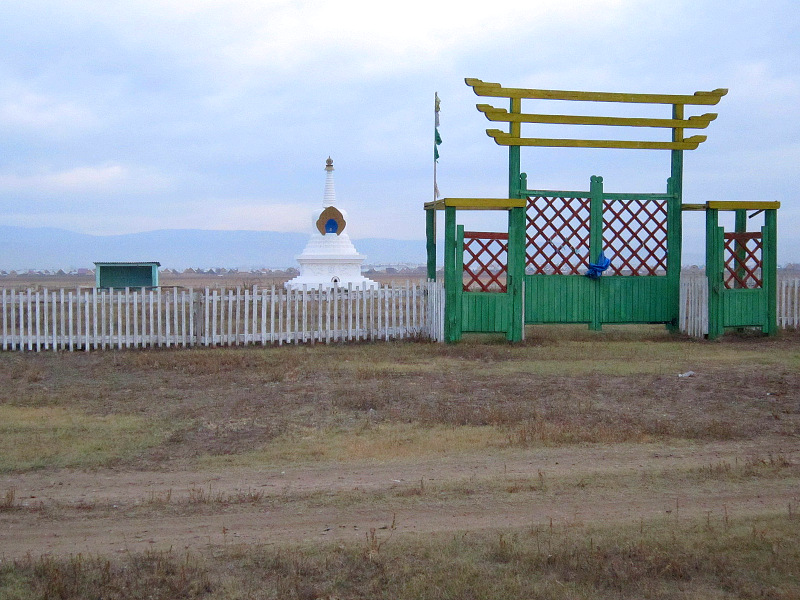
Ступа «Бадма Сэсэг»

- Ступа «Бадма Сэсэг» (Ступа Лотоса) — буддийская ступа-субурган, посвящённая благополучию детей. Находится на северо-западной окраине улуса близ реки Иволги.
- Гуннское городище — 1 км на юго-восток. Памятник археологии.

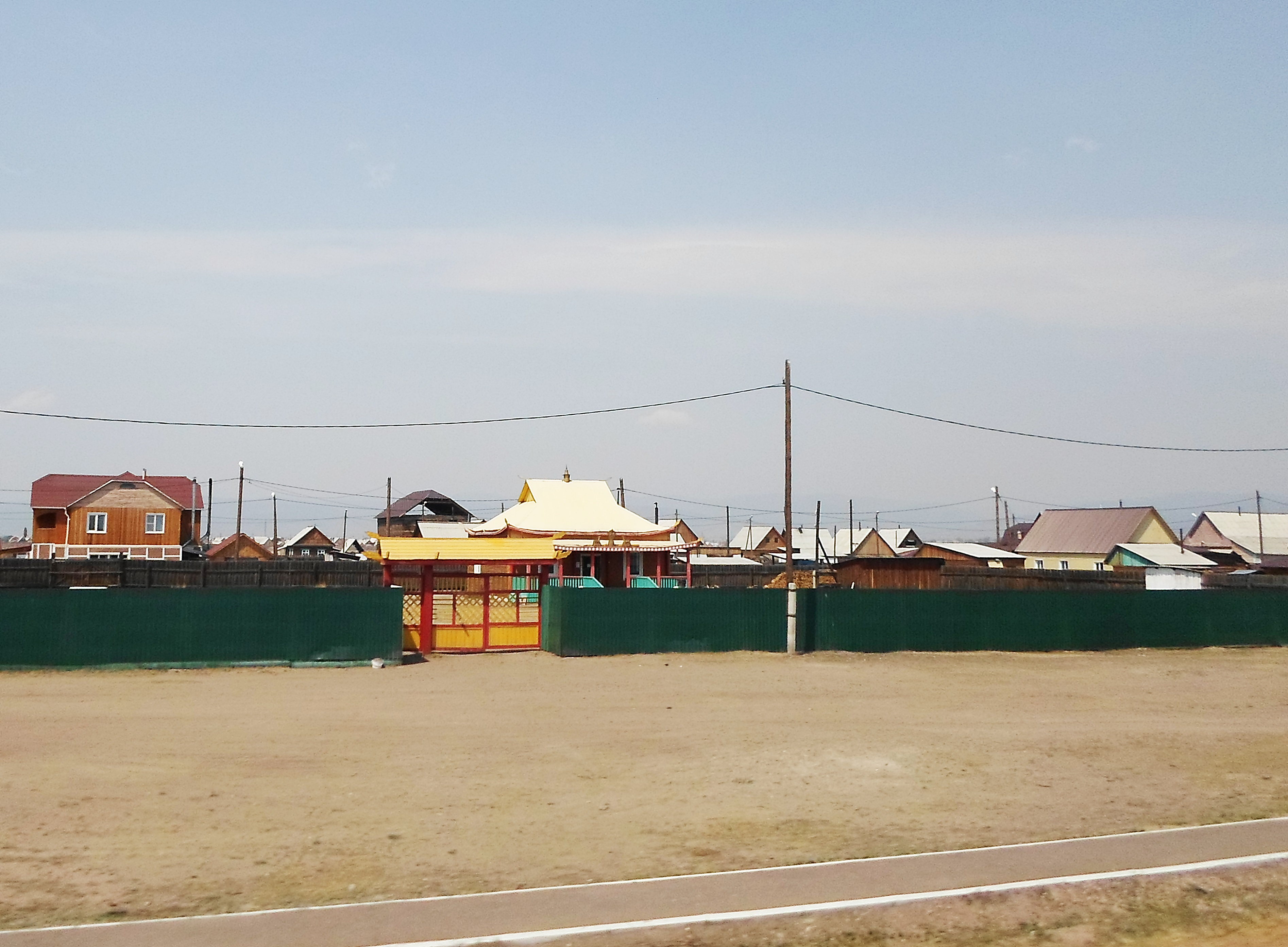
Буддийский храм — дуган

## Религия
В улусе действует буддийский храм — дуган. Расположен у федеральной магистрали.